# Khaled Hadadi
Khaled Hadadi, auch Khaled Haddad, (arabisch خالد حدادة, DMG Ḫālid Ḥaddāda; * 1956 in Bardscha) ist ein libanesischer Politiker und Physiker, der von Dezember 2003 bis April 2016 als Generalsekretär der Libanesischen Kommunistischen Partei (LCP) tätig war.

## Leben
Hadadi wurde 1956 in im Libanon geboren und studierte Physik an der Libanesischen Universität, bevor er 1984 in Frankreich promovierte. Vor seiner politischen Karriere lehrte er mehrere Jahre an der Libanesischen Universität.
Hadadi war seit 1987 Mitglied des Zentralkomitees der Partei und seit 1993 im Politbüro aktiv. Er wurde 2004 zum Generalsekretär gewählt, nachdem er den ehemaligen Amtsinhaber Farouq Dahrouj in internen Wahlen besiegt hatte. Während seiner Amtszeit bemühte er sich, die Unabhängigkeit der Partei zu wahren, trotz engerer Beziehungen zur Hisbollah und zu Michel Aoun, den Hauptakteuren der libanesischen Opposition, die zuvor als Koalition vom 8. März bekannt war. Nach dem 10. Parteitag im Februar 2009 wurde er für eine zweite Amtszeit wiedergewählt. Er wurde im April 2016 von Hanna Gharib abgelöst.
Während seiner Führung setzte sich Hadadi für eine demokratische und säkulare Regierungsform im Libanon ein und kritisierte die konfessionelle Struktur des politischen Systems. Er betonte die Notwendigkeit, Korruption zu bekämpfen und die politische Unabhängigkeit des Landes zu stärken. Hadadi war auch international aktiv und nahm an verschiedenen linken Foren teil, darunter das Arab Left Forum, das 2016 in Beirut stattfand. Dort diskutierten Vertreter linker Parteien aus elf arabischen Ländern über politische Entwicklungen und die Rolle der Linken in der Region.
Nach seinem Rücktritt als Generalsekretär blieb Hadadi eine einflussreiche Figur innerhalb der Partei und der libanesischen Linken.